# Paul Rasor
Paul B. Rasor (* 20. dubna 1946) je americký liberální teolog, právník a také ordinovaný unitářský duchovní. Působí na Virginia Wesleyan College (Norfolk, USA). Věnuje se zejména tematice liberálního náboženství a náboženské svobody, unitářství a právu v náboženství.

## Život
Paul Rasor vyrůstal v rodině, která se hlásila k Americkým baptistickým sborům, on sám však tento náboženský směr nepreferoval, ačkoli se o teologické a náboženské otázky od mládí zajímal. K organizovanému náboženskému životu si našel cestu až koncem 80. let 20. století, kdy se stal členem unitářského společenství a následně začal studovat Teologickou fakultu Harvardovy univerzity (Harvard Divinity School). V roce 1994 byl ordinován na unitářského duchovního. Duchovenské službě se poté věnoval tři roky v unitářských sborech v Arlingtonu a v Lexingtonu (Massachusetts, USA a během této doby také pokračoval v doktorandském studiu teologie. Po jeho dokončení se však rozhodl pro akademickou dráhu a k duchovenské práci se již nevrátil. Kromě Harvardovy univerzity vystudoval P. Rasor ještě práva a hudbu na Univerzitě v Michiganu (University of Michigan).
Právní praxi se v 70. letech 20. století věnoval šest let v Alamagordo v Novém Mexiku a poté od roku 1978 práva čtrnáct let vyučoval (na Washburn University School of Law a na University of Texas School of Law).
Od roku 1997 se profesně zabývá především teologií. Mezi lety 1997 až 2005 přednášel postupně na Andover Newton Theological School, Harvard Divinity School a v Pendle Hill Quaker Study Center. Roku 2005 se stal ředitelem Centra pro studium náboženské svobody (The Center for the Study of Religious Freedom) na Virginia Wesleyan College, kde rovněž vyučoval. V této funkci působil do roku 2014, poté rok pracoval rok v kvakerském vzdělávacím centru v Pendle Hill (červen 2014 – červen 2015). Je členem Mezinárodního poradenského sboru Centra pro náboženství, konflikty a veřejnou sféru (The International Advisory Board for the Centre for Religion, Conflict and the Public Domain) na Teologické fakultě Univerzity v Groningenu.
Dlouhodobě zabývá také teologií osvobození (liberační teologií), jejímž charakteristickým rysem je angažování se ve prospěch chudých a utlačovaných. Vychází přitom z vlastních zkušeností, které získal během 80. let 20. století, kdy se věnoval vzdělávací i humanitární práci v Salvadoru, Guatemale a Nikaragui, tedy zemích Střední Ameriky, kde tou dobou probíhaly vleklé občanské války.
Mimo svou profesi se dlouhodobě věnuje klasické a jazzové hudbě, hrál na pozoun v různých symfonických orchestrech. Mezi jeho koníčky patří i amatérské divadlo. Je autorem mnoha publikací z oblasti práv i teologie, přičemž k nejvýznamnějším patří dvě jeho knihy o liberální teologii Reclaiming Prophetic Witness: Liberal Religion in the Public Square (Boston: Skinner House, 2012) a Faith Without Certainty: Liberal Theology in the 21st Century (Boston: Skinner House, 2005). Je také jedním z editorů publikace From Jamestown to Jefferson: The Evolution of Religious Freedom in Virginia (Charlottesville: University of Virginia Press, 2011). V roce 2015 byla jeho kniha Faith Without Certainty v českém překladu vydána Náboženskou společností českých unitářů pod názvem Víra bez jistoty. Liberální teologie pro 21. století.

## Dílo

### Výběr zpublikací
- RASOR, Paul B. Reclaiming prophetic witness : liberal religion in the public square. 1. vyd. Boston: Skinner House Books, 2012. XVIII + 126 s. Dostupné online. ISBN 9780813931081. (angličtina)
- RASOR, Paul B. (co-ed). From Jamestown to Jefferson : the evolution of religious freedom in Virginia. 1. vyd. University of Virginia Press: Charlottesville, 2011. VIII + 203 s. ISBN 9780813931081. (angličtina)
- The War Discourses of William Ellery Channing: Pacifism and Just War in Antebellum Religious Liberalism, Journal for the History of Modern Theology / Zeitschrift für neuere Theologiegeschichte, vol. 17 (2010): 35–72. ISSN 0943-7592
- Identity, Covenant, and Commitment, in: John Gibb Millspaugh, ed., A People So Bold (Boston: Skinner House Books, 2009. ISBN 9781558965522).
- Theological and Political Liberalisms, Journal of Law and Religion, vol. 24 (2009): 433–462. ISSN 0748-0814
- MUIR, Frederic John (ed.). The Whole World Kin: Darwin and the Spirit of Liberal Religion. Předmluva Paul B. Rasor. 1. vyd. Boston: Skinner House Books, 2009. XIV + 118 s. Dostupné online. ISBN 9781558965560. (angličtina)
- Review of Rex Ahdar and Ian Leigh, Religious Freedom in the Liberal State (Oxford, UK: Oxford University Press, 2005), in: Journal of Church and State vol. 50 (2008): 359–361. ISSN 0021-969X
- Beyond Just War and Pacifism: Toward a Unitarian Universalist Theology of Prophetic Nonviolence, Journal of Liberal Religion, vol. 8 (2008). ISSN 1527-9324 https://web.archive.org/web/20101105004831/http://www.meadville.edu/journal/LL_JLR_v8_n1_Rasor.pdf.
- Postmodernity, Globalization, and the Challenge of Identity in Liberal Theology, in: Clifford M. Reed and Jill K. McAllister, eds., The Home We Share: Globalization, Post-Modernism and Unitarian/Universalist Theology (Caerphilly, Wales: International Council of Unitarians and Universalists, 2007): 57–73.
- RASOR, Paul B. Faith without certainty : liberal theology in the 21st century. 1. vyd. Boston: Skinner House Books, 2005. XXIV + 231 s. Dostupné online. ISBN 1558964843. (angličtina)
- The Self in Contemporary Liberal Religion: A Constructive Critique, Journal of Liberal Religion 1 (1999): 1–23. ISSN 1527-9324
- Biblical Roots of Modern Consumer Credit Law, Journal of Law and Religion 10 (1993): 157–192. ISSN 0748-0814

### Překlady do českého jazyka
RASOR, Paul B. Víra bez jistoty: liberální teologie ve 21. století. Překlad Dana Vlčková. 1. vyd. Praha: Unitaria 175 s. ISBN 978-80-86105-75-8..